# Wasyl Szczerbej
Wasyl Mychajłowycz Szczerbej, ukr. Василь Михайлович Щербей, ros. Василий Михайлович Щербей, Wasilij Mychajłowicz Szczerbiej (ur. 14 sierpnia 1955 w miasteczku Żdenijewo, w obwodzie zakarpackim, Ukraińska SRR, zm. 3 sierpnia 1985 tamże) – ukraiński piłkarz, grający na pozycji obrońcy.

## Kariera piłkarska

### Kariera klubowa
Rozpoczął karierę piłkarską w miejscowej amatorskiej drużynie "Ełektron Żdenijewo", był jednym z jej pierwszych piłkarzy. Odbywając służbę wojskową reprezentował wojskową drużynę ZSRR w rozgrywkach piłkarskich układu Warszawskiego. Po zakończeniu służby wojskowej został zaproszony do Howerła Użhorod, skąd w 1978 przeszedł do Karpat Lwów. Kiedy w 1982 odbyła się fuzja Karpat z klubem SKA Lwów podał się do Nistru Kiszyniów. Razem z innymi byłymi karpatowcami Hryhorijem Batyczem, Jurijem Dubrownym, Ihorem Mosorą i Wiktorem Kopyłem pomógł klubowi zdobyć awans do Wyższej Ligi ZSRR. W 1984 powrócił do SKA Karpaty Lwów, ale po zakończeniu sezonu odszedł z klubu. Następnie występował w mało znanych drużynach, dopóki nie zakończył karierę piłkarską. Zmarł w 1985 roku.

## Sukcesy i odznaczenia

### Sukcesy klubowe
- mistrz Pierwszej Ligi ZSRR: 1979

### Odznaczenia
- tytuł Mistrza Sportu ZSRR: 1979